# Heinrich Huber

Heinrich Huber

Heinrich Huber (* 2. November 1879 in Rain; † 11. August 1916 in Schongau) war ein deutscher Kirchenmusiker, Musikpädagoge und Komponist der Spätromantik.

## Leben
Heinrich Huber wurde 1879 als viertes von fünf Kindern von Heinrich und Rosa Huber geboren. Ersten Musikunterricht erhielt er von seinem Vater, der allerdings schon 1887 verstarb. Von 1892 bis 1899 absolvierte er ein Pädagogikstudium in Lauingen und wirkte anschließend bis 1902 als Hilfslehrer in Füssen. 1903 begann er, an der Kirchenmusikschule Regensburg zu studieren und übernahm 1904 das Amt des Chorleiters in Schongau, das er bis zu seinem Lebensende ausübte. Ebenfalls 1904 heiratete er Emma Bader, mit der er einen Sohn, der als Kleinkind verstarb, und 3 Töchter hatte. 1916 erlag Heinrich Huber der Lungentuberkulose, an der er von Geburt an gelitten hatte.

## Kompositorisches Schaffen
Das kompositorische Lebenswerk Heinrich Hubers entstand fast ausschließlich in den Jahren 1908 bis 1916 und besteht beinahe zur Gänze aus geistlicher Vokalmusik für den katholischen Gottesdienst: Sechs lateinische Messordinarien, zwei Requien, zahlreiche Pange lingua und Libera me, außerdem Predigtgesänge, Offertorien und deutsche Kirchenlieder. Sein Werkverzeichnis umfasst 26 Opera, von denen jedoch die Nummern 2, 8, 13, 20, 23 und 24 nicht erhalten sind. Außerdem wurden kleinere Kompositionen nicht in die Zählung mit aufgenommen. Bis 1913 ließ er seine Werke beim Verlag Alfred Coppenrath in Regensburg drucken, ab 1914 arbeitete er ausschließlich mit Anton Böhm & Sohn in Augsburg zusammen, wodurch er überregionale Bekanntheit erlangte.
Der Stil der Kompositionen Heinrich Hubers war am Beginn seines Schaffens vom cäcilianischen Einfluss der Kirchenmusikschule Regensburg geprägt. Huber löste sich jedoch bald von diesem Einfluss und fand früh zu seinem typischen Mischstil aus Renaissance-Polyphonie, klassizistischen Elementen und romantischen Stilmerkmalen, wobei ihm bei Letzteren hauptsächlich Anton Bruckner und Richard Wagner als Vorbild dienten.

## Werke
- 6 Messordinarien:
  - Missa in hon. Beatae Mariae Virginis (F-Dur) für vierstimmigen gemischten Chor; op. 1 (1910)
  - Missa „Ave verum corpus“ (D-Dur) für vierstimmigen gemischten Chor; op. 4 (1912) (Alternativfassung für Chor und Bläserensemble oder Orgel[1])
  - Missa in hon. St. Familiae (F-Dur) für vierstimmigen Männerchor; op. 6 (1912)
  - Schutzengel-Messe (F-Dur) für dreistimmigen gemischten Chor und Orgel oder Harmonium; op. 7 (1912)
  - Missa „Salve Regina Pacis!“ (Friedensmesse) (g-Moll) für vierstimmigen gemischten Chor und Orgel; op. 25 (1916)
  - Messe in As-Dur für dreistimmigen Frauenchor und Orgel; op. 26 (o. J.)
- 2 Requien:
  - Requiem in e-Moll für vierstimmigen gemischten Chor und Orgel; op. 5 (1913)
  - Requiem in c-Moll für vierstimmigen gemischten Chor und Orgel; op. 21 (1916)
- Sonstige geistliche Gesänge:
  - Zehn deutsche Kirchengesänge nebst zwei Pange lingua für vierstimmigen gemischten Chor; op. 3 (1910)
  - Ave Maria (Des-Dur) für Sopran-Solo, vierstimmigen gemischten Chor und Orgel; op. 9 (1914)
  - Zwölf Pange lingua für verschiedene Stimmgruppen und tlw. mit Orgel; op. 10 (1913)
  - Vier marianische Antiphonen für vierstimmigen gemischten Chor mit Orgel ad lib.; op. 11 (1912)[2]
  - Drei Libera me für vierstimmigen gemischten Chor und tlw. mit Orgel; op. 12 (1913)
  - Acht Predigtgesänge für zwei- bis vierstimmigen Frauenchor und Orgel oder Harmonium; op. 14 (1913)
  - Fünfzig Offertorien für die Feste des katholischen Kirchenjahres für zwei gleiche Singstimmen und Orgel oder Harmonium; op. 15 (1913)
  - Liederkranz zu Ehren des heiligen Antonius von Padua für zwei- bis vierstimmigen Frauenchor und Orgel oder Harmonium; op. 16 (1914)
  - Zwölf deutsche Kirchenlieder für zweistimmigen Frauenchor und Orgel oder Harmonium; op. 18 (o. J.)
  - Maria vom Siege – Zwei Marienlieder zur Verehrung Mariens in Kriegszeiten; op. 19 (o. J.)
- Weltliche Gesänge:
  - Kriegslied: Empor, mein Volk! (B-Dur) für eine Singstimme oder Unisono-Chor und Orgel, Klavier oder Blechbläser; op. 17 (1915)
  - Dem Vaterland für vier- bis sechsstimmigen gemischten Chor und vierstimmige Begleitung ad libitum; op. 22 (1916)